# Polynoncus brasiliensis
Polynoncus brasiliensis är en skalbaggsart som beskrevs av Patricia Vaurie 1962. Polynoncus brasiliensis ingår i släktet Polynoncus och familjen knotbaggar. Inga underarter finns listade i Catalogue of Life.